# Marianne Dubuc

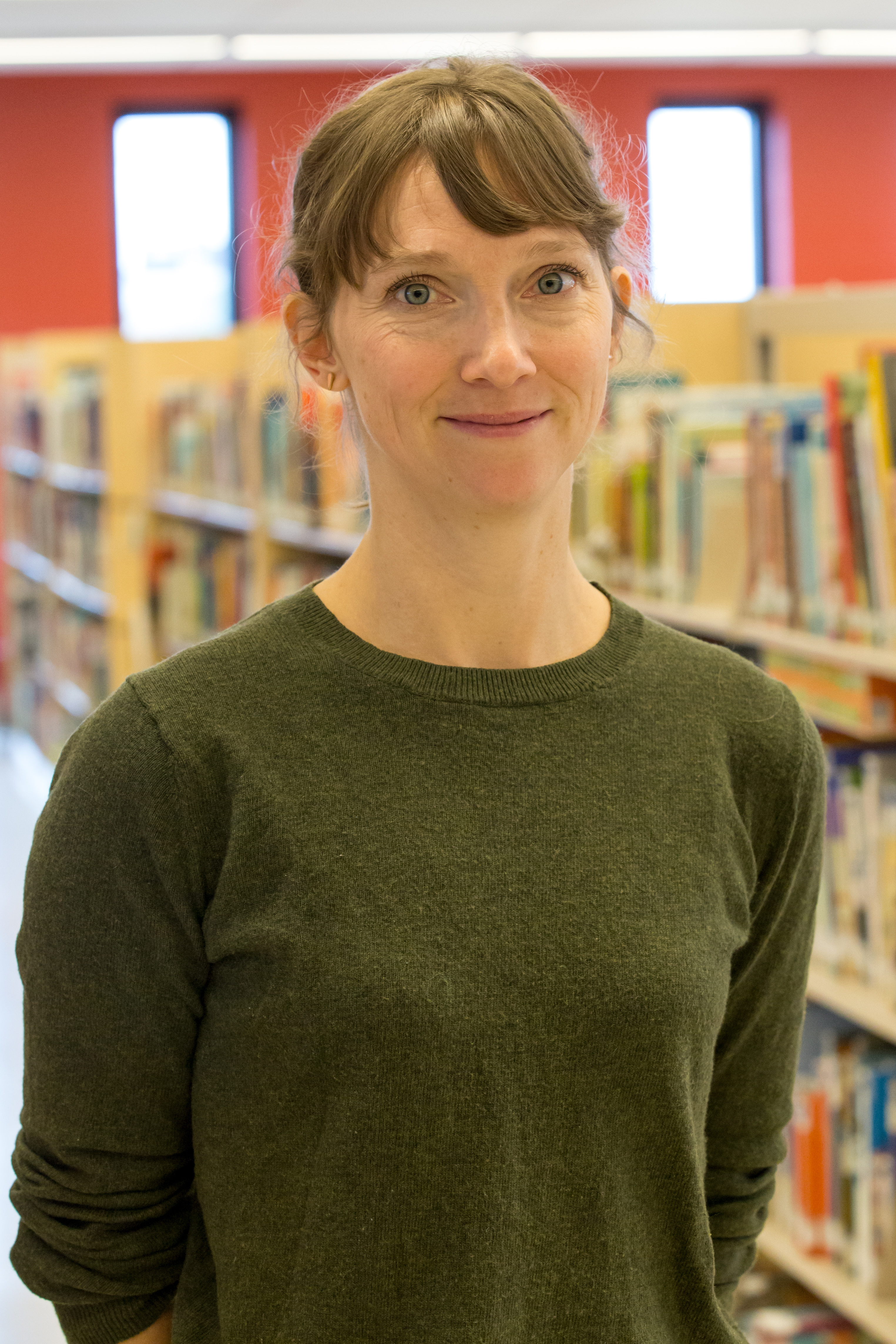
Marianne Dubuc

Marianne Dubuc (* 1980 in Montreal) ist eine kanadische Illustratorin und Bilderbuchautorin.

## Leben
Sie studierte Grafikdesign an der Université du Québec à Montréal. Im Jahr 2007 wurde mit La mer ihr erstes Buch veröffentlicht. Zusammen mit ihrem Ehemann betreibt sie einen kleinen Verlag.

## Werke
- Bei Baba (Sur le dos de Baba, 2021) Beltz 2021, ISBN 978-3-407-75615-2
- Briefträger Maus macht Ferien (Les vacances de Facteur Souris, 2016) Beltz 2017, ISBN 978-3-407-82157-7
- Briefträger Maus (La tournée de Facteur Souris, 2016) Beltz 2016, ISBN 978-3-407-82096-9
- Die Tiere auf der Arche Noah (L’Arche des animaux, 2016) Carlsen 2016, ISBN 978-3-551-17060-6
- Gute Nacht, ihr Lieben! (Mais papa..., 2013) Beltz 2015, ISBN 978-3-407-79596-0
- Bus fahren (L’Autobus, 2014) Beltz 2016, ISBN 978-3-407-82088-4
- Der Löwe und der Vogel (Le Lion et l’Oiseau, 2013) Carlsen 2014, ISBN 978-3-551-51814-9
- Wenn das Schaf ein Igel wär... und noch viele Tiere mehr (Au carnaval des animaux, 2012) Carlsen 2012, ISBN 978-3-551-16842-9
- Meine große kleine Welt (Devant ma maison, 2010) Carlsen 2010, ISBN 978-3-551-16896-2